# خوان فيسنتي فيلاكورتا دياز
خوان فيسنتي فيلاكورتا دياز (بالإسبانية: Juan Vicente Villacorta Díaz)‏ (و. 1764 – 1828 م) هو سياسي من السلفادور، تولى منصب رئيس السلفادور.
توفي في غواتيمالا .